# Бермудски триъгълник
Бермудският триъгълник (в миналото известен и като Дяволският триъгълник) е географска зона в Атлантическия океан, описвана най-често като район, разположен между три мислени прави, свързващи най-южната точка на Флорида, най-северната точка на Бермудските острови и най-източната на остров Пуерто Рико. При различните автори границите на зоната варират донякъде по размер и по форма.

## Легенда
Бермудският триъгълник започва постепенно да става популярен след публикация от 16 септември 1950 г. във вестник Маями Хералд Асошиейтед Прес (The Miami Herald Associated Press) на Едуард ван Винкл Джоунс (Edward Van Winkle Jones), макар и това си име районът да получава след още около десет години. Конкретният повод за статията е изчезването на 56-метровия товарен кораб Сандра през април същата година, но тя включва и странните случаи на безследно изчезналите през втората половина на 40-те години пет торпедни бомбардировача Груман Авенджър (инцидент известен като Полет 19) и пътническите самолети DC-3, Стар Тайгър и Стар Ариел. Тези случаи, както открити подобни от предишните десетилетия и новопоявили се с времето биват популяризирани от медиите в световен мащаб.
Тази „медийна буря“ достига своята кулминация около 1974 г., когато излиза от печат книгата на Чарлз Берлиц (Charles Berlitz) „Бермудският триъгълник“ (The Bermuda triangle).

## Хипотези
За да обяснят мистичните произшествия се появяват най-различни хипотези, като необичайни климатични явления – водни циклони и гигантски приливни вълни (цунами), магнитни аномалии, генериране на инфразвук от морските вълни, голямо находище от уран под дъното на океана, черна дупка, паралелни светове, различна и променлива скорост на времето спрямо нормалната, и др. Много от занимаващите се с проблема се изкушават да го обяснят с паранормални явления като например НЛО. В някои от случаите в триъгълника се говори за неточно работещи уреди за навигация, което кара някои изследователи да предложат хипотезата за т.нар. електронна мъгла. Според Джон Куазар, американски мистериолог и специалист по паранормални явления ключът към разгадаването на загадка е т.нар. Ефект на Хъчисън – получен от Джон Хъчисън, физик-любител от Ванкувър, през 1978. На видео, заснето през 1994 г. се вижда как бутилка лети във въздуха и получена електронна мъгла. (през 1998 г. Джон Никъл и екип от Института за изследване на паранормални явления на САЩ доказват, че кадрите могат да бъдат монтаж).
Според други автори обаче, изчезванията на морски и въздушни съдове в тази част на света не е по-често явление отколкото на други места в Световния океан и могат да се обяснят с естествени причини, например:
Изключително натоварения като трафик район, в който са станали произшествията, което прави броя инциденти, разгледан в относителни единици съизмерим с този във всички останали райони на Земята.
Географските характеристики на района, в който се срещат студеното Лабрадорско и топлото Гълфстриймско течение. Те са причина за непредвидими завихряния и чести мъгли, които притежават значителна сила и затрудняват движението и навигацията на съдовете.
Според австралийски учени причината за някои от тайнствените изчезвания на самолети и кораби в този район са големите количества метан под повърхността на Атлантическия океан и виновник за миражите и катастрофите е леснозапалимият газ. Между Маями, Пуерто Рико и Бермудските острови има изригвания на метан, който идва от пукнатините на океанското дъно. Щом излезе на повърхността, той може да преобърне големи кораби, а попадайки в двигателите на самолетите предизвиква сериозни повреди.

## Разследване наЛорънс Дейвид Куше
Като бивш летец и летец-инструктор, интересът на Куше към Бермудския триъгълник започва, по собствените му думи – „през 1972 г., когато в качеството ми на библиотекар в Щатския университет на Аризона често ме молеха да помагам за издирването на информация по въпроса“. Куше провежда педантично проучване на проблема, консултирайки се с десетки източници на информация, цитиращи изявления на представители на Военноморските сили, Бреговата охрана и Военновъздушните сили на САЩ, архиви на застрахователното дружество „Лойд“ и голям брой вестници, и други. В книгата му от 1975 г. „Загадката на Бермудския триъгълник – разрешена“ (The Bermuda triangle mystery – solved) неговите заключения са следните:
- Щом се намери достатъчно информация, за повечето произшествия се появява и логично обяснение.
- Само с няколко изключения, злополуките, които остават неразрешени са именно тези, за които не може да се намери информация
- Изчезвания стават във всички части на океана и дори над сушата
- Някои от изчезналите кораби и самолети са минали през Бермудския триъгълник, но не се знае с положителност дали са загинали там
- В много от случаите мястото, където съдбата настигала даден кораб или самолет било почти напълно неизвестно и доста често търсенето трябвало да се разпростира в огромни райони.
- Много произшествия не са се смятали за загадъчни, когато станали, а станали такива много години по-късно
- В противоречие с т.нар. „легенда“ при много от инцидентите атмосферните условия са били лоши. В няколко от случаите вината е на урагани, за които на времето е било писано много
- Много от произшествията станали късно следобед или през нощта, така че било невъзможно спасителите да видят нещо преди следващата сутрин и с това те давали на морето много допълнителни часове, през които да разпръсне евентуални останки
- Голям брой от авторите, които популяризират събитията не правели свои оригинални изследвания, а само преразказвали статии на предишни автори, като с това увековечили грешките и разкрасяванията в предишните публикации
- За няколко произшествия авторите скриват информацията, която явно сочи причината за изчезването

Като най-ярък случай за изкуствено предизвикана сензация, Куше посочва случая с изчезването на мореплавателя Бил Верити през август 1969 г., с когото лично той говори по телефона на 30 ноември 1973 г.